# Majak (Wysoczyzna Mińska)
Majak (biał. Маяк, Majak, ros. Маяк, Majak; 335 m n.p.m.) – wzgórze morenowe na Wysoczyźnie Mińskiej, trzeci pod względem wysokości punkt Białorusi. Znajduje się we wschodniej części rejonu wołożyńskiego obwodu mińskiego, w pobliżu wsi Szapowały. U podnóża biorą początek rzeki Usza (dopływ Wilii, dorzecze Niemna) oraz Świsłocz (dopływ Berezyny, dorzecze Dniepru). Wierzchołek ma formę owalną, stoki północne i północno-wschodnie wypukłe (nachylenie 10–15°), południowe i zachodnie wklęsłe (nachylenie do 5°). Wzgórze zbudowane jest z czerwono-brunatnych, częściowo zawierających głazy piasków gliniastych, miejscami glin z domieszką lessopodobnych (pyłowatych) piasków gliniastych. Na powierzchni występują gleby darniowo-bielicowe ze średnią zawartością piasków gliniastych, znacznie zmyte. Górna część pokryta jest lasem, pozostała gruntami ornymi.
W okresie dwudziestolecia międzywojennego wzgórze znajdowało się na terytorium II Rzeczypospolitej, w województwie wileńskim, w powiecie mołodeczańskim. Położone było w odległości ok. 2 km na zachód od granicy polsko-radzieckiej.